# Louis Abel Beffroy De Reigny
Louis Abel Beffroy De Reigny (Laon, 6 novembre 1757 – Parigi, 17 dicembre 1811) è stato un drammaturgo e giornalista francese.

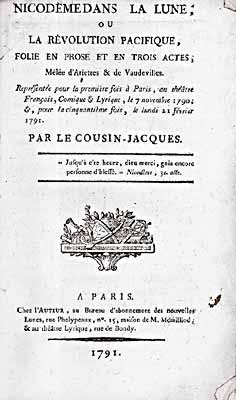
Louis Abel Beffroy de Reigny - Nicodème dans la lune

Fu autore, con lo pseudonimo di Cousin Jacques, di alcune farse di successo che alludevano a fatti contemporanei tra cui Nicodemo nella luna o la Rivoluzione pacifica (Nicodème dans la lune ou la Révolution pacifique 1790), Il club della brava gente (1791).
A dispetto della sua controrietà alla Rivoluzione francese, riuscì comunque a cavarsela grazie all'aiuto del fratello Louis Etienne Beffroy che era un membro della Convention.
Noto è anche il suo Dizionario neologico degli uomini e delle cose della Rivoluzione (Dictionnaire néologique des hommes et des choses de la Révolution 1799), composto in tre volumi, che fu censurato e interdetto dalla polizia restando incompleto.
Trascorse i suoi ultimi anni in una solitudine assoluta e morì a Parigi il 17 dicembre del 1811.